# Мистецтво та ремесла

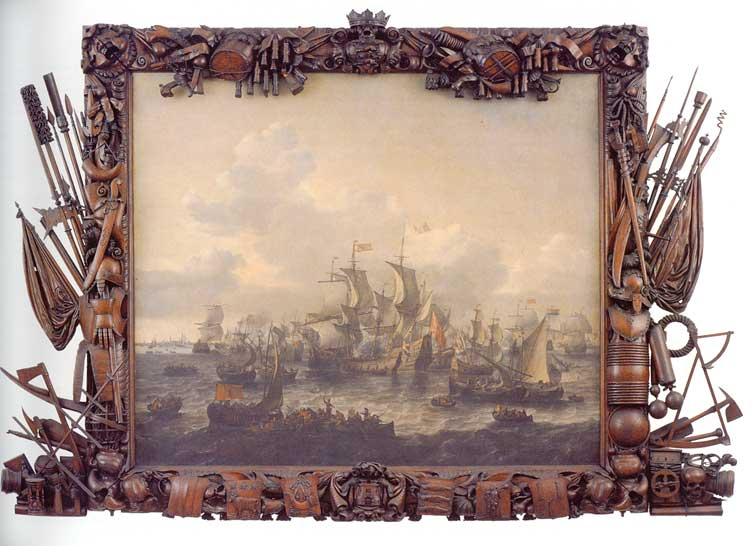
Різьба по дереву

Рукоділля — різноманітні культурні техніки виготовлення сувенірних або господарських виробів зі звичайних підручних матеріалів із використанням нескладних побутових інструментів. Цей вид промисловості відомий можливістю креативного підходу до роботи за допомогою власних умінь та кмітливості. Обмеженого переліку матеріалів для творчості немає, але найчастіше для створення робіт використовують дерево, тканину, папір, метал або пластмасу. Готові вироби несуть у собі не лише естетичне, але й побутове значення для практичного застосування.
Згідно із Законом України «Про народні художні промисли», народний художній промисел — це творча та виробнича діяльність, метою якої є створення художніх виробів декоративно-вжиткового призначення, що здійснюється на основі колективного освоєння і спадкоємного розвитку традицій народного мистецтва у певній місцевості в процесі творчої праці майстрів народних художніх промислів.

## Історія
Різновиди художньої промисловості у народі зародилися у сільських місцевостях, де люди прагнули створити своїми руками речі першої необхідності: посуд, одяг, взуття, тощо. При цьому найбідніші версти населення намагалися уникати складних конструкцій. Варто згадати, що в різних областях люди мали різне уявлення про створення речей, притаманне одному лише своєму регіону. Створювалися окремі або приватні майстерні для підкатегорії кожного ремесла. Народні ремесла нерідко залежали від культурних, політичних або релігійних переконань населення. У СРСР людей об'єднували у певні групи для праці, але від цього якість виробів лише погіршувалась через зусилля робітників виконати «план» роботи.
До 1960 р. народні промисли були зосереджені у кооперативних артілях, згодом реорганізованих у державні фабрики художніх виробів. Багато з них із 1968 р. увійшли у виробничо-художні об’єднання.

## «Екологічна мода»
У своїй творчості люди вибирають натуральні, або близькі до натуральних матеріали, які не шкодять навколишньому середовищу. Виріб вважається народним ремеслом лише тоді, коли він не має відношення до масових фабричних виготовлень і не є фабричного типу. У зв'язку з тим, що процес власноручного виготовлення різноманітних виробів розвиває інтелект та інші навички, іноді в навчальних закладах вводять такі заняття, щоб долучити до праці і молодих людей. За допомогою цього мистецтво може поширюватися і передаватися поколіннями.

## Матеріали для творчості
Різноманітність матеріалів дуже велика, проте серед всіх можна вирізнити найпопулярніші дерево, папір, тканина, пластмаса, бісер, нитки.